# バッキンガムズ
バッキンガムズ（The Buckinghams）は、シカゴ出身のアメリカのソフトロック、サンシャイン・ポップバンド。

## 概要
バンドは1966年に結成され、1967年に最も売れたバンドの1つになり、その年の米国でのトップ40ヒットが5つ記録された。バンドは1970年に解散したが、1980年に再結成され、2019年現在彼らは全米ツアーを続けている。 

## ディスコグラフィー

### アルバム
- カインド・オブ・ア・ドラッグ(1967年、USA Records) US # 109
- タイム・アンド・チャージズ (1967年、コロンビア) US #58
- ポートレイト (1967年、コロンビア) US #53
- イン・ワン・イヤー・アンド・ゴーン・トゥモロウ (1968年、Columbia #CS 9703) US # 161
- A matter of Time(1985年、レッド・レーベル・レコーズ)
- テラ・ファーマ(1998年、Nation Records)
- ライブ・アンド・ウェル（2006年、BMLレコーズ）
- リーチング・バック（2007年、フューエル・レコーズ）
- スタンディング・ルーム・オンリー（2008年、Fuel Records）
- ザ・ジョイ・オブ・クリスマス(2008年、BML Records)
- クローズ アップ: CD とデジタル ダウンロード(2010 年、itsaboutmusic.com レコード)